# Нурмисъярви
Нурмисъярви — озеро на территории Пенингского сельского поселения Муезерского района Республики Карелии.

## Общие сведения
Площадь озера — 2,3 км², площадь водосборного бассейна — 41,6 км². Располагается на высоте 200,2 метров над уровнем моря.
Форма озера лопастная, продолговатая: вытянуто с запада на восток. Берега несильно изрезанные, преимущественно заболоченные.
С восточной стороны из озера вытекает безымянная река, втекающая с правого берега в реку Тумбу, которая в дальнейшем меняет своё название на Сонго и, протекая цепочку озёр «Кяткиозеро (с притоком из озёр Кальгъярви и Пизанца) → Тумасозеро → Унутозеро → Сонго», в итоге впадает в озеро Селецкое.
В озере расположено не менее четырёх безымянных островов различной площади.
С юго-запада от озера проходит линия железной дороги Суоярви — Костомукша.
Код объекта в государственном водном реестре — 02020001111102000007383.